# Landesliga Bayern 1948/49
Die Landesliga Bayern 1948/49 war die vierte Saison der höchsten Fußball-Amateurklasse unterhalb der Oberliga Süd in Bayern. Die Liga bestand aus 16 Mannschaften. Meister wurde der SSV Jahn Regensburg, der genauso wie die zweitplatzierte SpVgg Fürth aufstieg. Die letzten drei Vereine, Bayern Kitzingen, FSV Gostenhof 83 Nürnberg und die Regensburger Turnerschaft, stiegen ab.

## Abschlusstabelle
| Platz | Verein                    | Spiele | Tore   | Punkte |
| ----- | ------------------------- | ------ | ------ | ------ |
| 1.    | SSV Jahn Regensburg       | 30     | 094:31 | 52:80  |
| 2.    | SpVgg Fürth               | 30     | 113:18 | 50:10  |
| 3.    | 1. FC Lichtenfels         | 30     | 070:33 | 41:19  |
| 4.    | 1. FC Bamberg             | 30     | 065:47 | 38:22  |
| 5.    | FC Bayern Hof             | 30     | 075:51 | 35:25  |
| 6.    | FC Wacker München         | 30     | 058:47 | 35:25  |
| 7.    | TSV Straubing             | 30     | 051:64 | 30:30  |
| 8.    | MTV 1881 Ingolstadt       | 30     | 054:64 | 28:32  |
| 9.    | SpVgg Weiden              | 30     | 053:70 | 26:34  |
| 10.   | FC Haidhof                | 30     | 043:65 | 26:34  |
| 11.   | SpVgg Landshut            | 30     | 054:72 | 25:35  |
| 12.   | 1. FC Röthenbach          | 30     | 040:65 | 25:35  |
| 13.   | VfL Ingolstadt-Ringsee    | 30     | 036:56 | 24:36  |
| 14.   | Bayern Kitzingen          | 30     | 030:72 | 18:42  |
| 15.   | FSV Gostenhof 83 Nürnberg | 30     | 034:73 | 17:43  |
| 16.   | Regensburger Turnerschaft | 30     | 029:71 | 10:50  |

## Aufstiegsrunde zur Oberliga Süd
In der Aufstiegsrunde trafen die beiden bayerischen Vereine auf die Vertreter aus Hessen, Nordbaden und Württemberg.
Gruppe I
| Platz | Verein              | Spiele | Punkte |
| ----- | ------------------- | ------ | ------ |
| 1     | SSV Jahn Regensburg | 6      | 10:20  |
| 2     | KSV Hessen Kassel   | 6      | 7:5    |
| 3     | VfL Neckarau        | 6      | 7:5    |
| 4     | SG 07 Untertürkheim | 6      | 00:12  |

Gruppe II
| Platz | Verein          | Spiele | Punkte |
| ----- | --------------- | ------ | ------ |
| 1     | SpVgg Fürth     | 6      | 11:10  |
| 2     | CSC 03 Kassel   | 6      | 5:7    |
| 3     | 1. FC Pforzheim | 6      | 4:8    |
| 4     | FV Zuffenhausen | 6      | 4:8    |